# Barcin
Barcin (německy Bartschin) je město v Polsku v Kujavsko-pomořském vojvodství v okrese Żnin. Leží přibližně 28 kilometrů jižně od Bydhoště nad řekou Noteć. V prosinci 2021 zde žilo 7 255 obyvatel.

## Historie
Barcin byl založen ve 12. století jako osada. Poprvé však bylo město zmíněno v roce 1390 a následně roku 1472, kdy získalo tržní a jarmareční privilegia, na mapě Polska je pak prvně zmíněno v roce 1526. Do té doby byl Barcin venkovskou osadou. Město patřilo rodině Krotoských, která vlastnila i blízké město Pakość s rozsáhlými přilehlými oblastmi.
V roce 1560 bylo město střediskem Jednoty bratrské. V Barcině se vyskytovala též židovská komunita (k roku 1772 zde žili Židé v sedmi domech), která se živila řeznictvím a prodejem masa, kovářstvím, slévárenstvím a především obchodem. V roce 1834 zde vzniká židovská obec, roku 1837 pak synagoga.  Nedlouho poté bylo v nedaleké obci Bielawy objeveno ložisko vápence, jehož těžba začala v roce 1860.
Roku 1919 se v důsledku Velkopolského povstání Barcin vrátil z německého područí zpět do Polska. Kvůli migraci se židovská obec rozhodla uzavřít místní školu a v roce 1930 byla uzavřena synagoga. Léta 1939–1945 byla obdobím perzekucí a represí vůči místnímu obyvatelstvu. Poválečná léta jsou význačná především založením Cementového a vápenného kombinátu v Bielawách v roce 1969, který významně přispěl k rozšíření a rozvoji města. Vzniklo mnoho nových veřejných budov, do města proudili noví obyvatelé, město se dynamicky rozvíjelo, ve větším se stavěla sídliště. V roce 1995 se vlastníkem KCW Kujawy stala francouzská cementárna Lafarge.
V roce 2008 bylo ve městě zřízeno a pod město spadá Pomořské zvláštní ekonomické pásmo (součást polské investiční zóny, jejímž cílem je podpořit vznik nových firem).

## Hospodářství
Město a jeho přilehlé okolí je rozsáhlou zemědělskou a průmyslovou oblastí. Roli v ní hraje zejména výroba cementu a vápna – firma Lafarge Polska SA (dříve KCW Kujawy), která má významný dopad na městskou ekonomiku díky tomu, že zaměstnává mnoho obyvatel města a obcí v okolí. Kromě Lafarge je zde registrováno asi 750 dalších menších podnikatelských subjektů.

## Kultura a sport
V Barcině působí několik sportovních klubů, např. Klub plachetnic Neptun, Klub lidových sportů Dąb, Svaz školních sportů a Basketbalový svaz Barcińsko-Piechcińskie (3. liga). Barcin je též místem pro lidi, kteří mají rádi extrémní sporty – nachází se zde skatepark (na ulici Wojska Polskiego). V Barcinu se nachází dvě sportoviště Orlík 2012 na ZŠ č. 1, a vedle Základní školy č. 2, kde je také vybudován krytý bazén.[ujasnit]
Kulturní sféra je ve městě zastupována Městským domem kultury, kde se pravidelně schází několik spolků, jako kupř. absurdní divadlo, dechový orchestr, či fotografické a sportovní zájmové kroužky. V Barcinu působí Městská televize, vycházejí zde noviny s názvem „Poświat Barcina“, dosahují sem celostátní stanice i stanice z větších center provincie.

## Památky
- Cihlový kostel sv. Jakuba z roku 1901, postavený podle návrhu architekta Przyłuskiho z Inowrocławi. Postaven je v novorománském slohu s cennými 17hlasými varhanami Józefa Bacha. Je jednolodní, se samostatným kněžištěm a věží od západu. Farnost zde byla založena ve 12. století
- Zachovalý klasicistní zámeček z 19. století
- Historické hřbitovní kaple z 19. století
- Budova synagogy na ul. 4. ledna (v současnosti Městská mateřská škola)
- Domy na ul. Żninska č.p. 13, 15, 17, postavené postupně v letech 1911, 1910 a 1909.
- Vrch sv. Vojtěcha se sochou sv. Vojtěcha

## Partnerské město
- Burštýn, Ukrajina

## Galerie

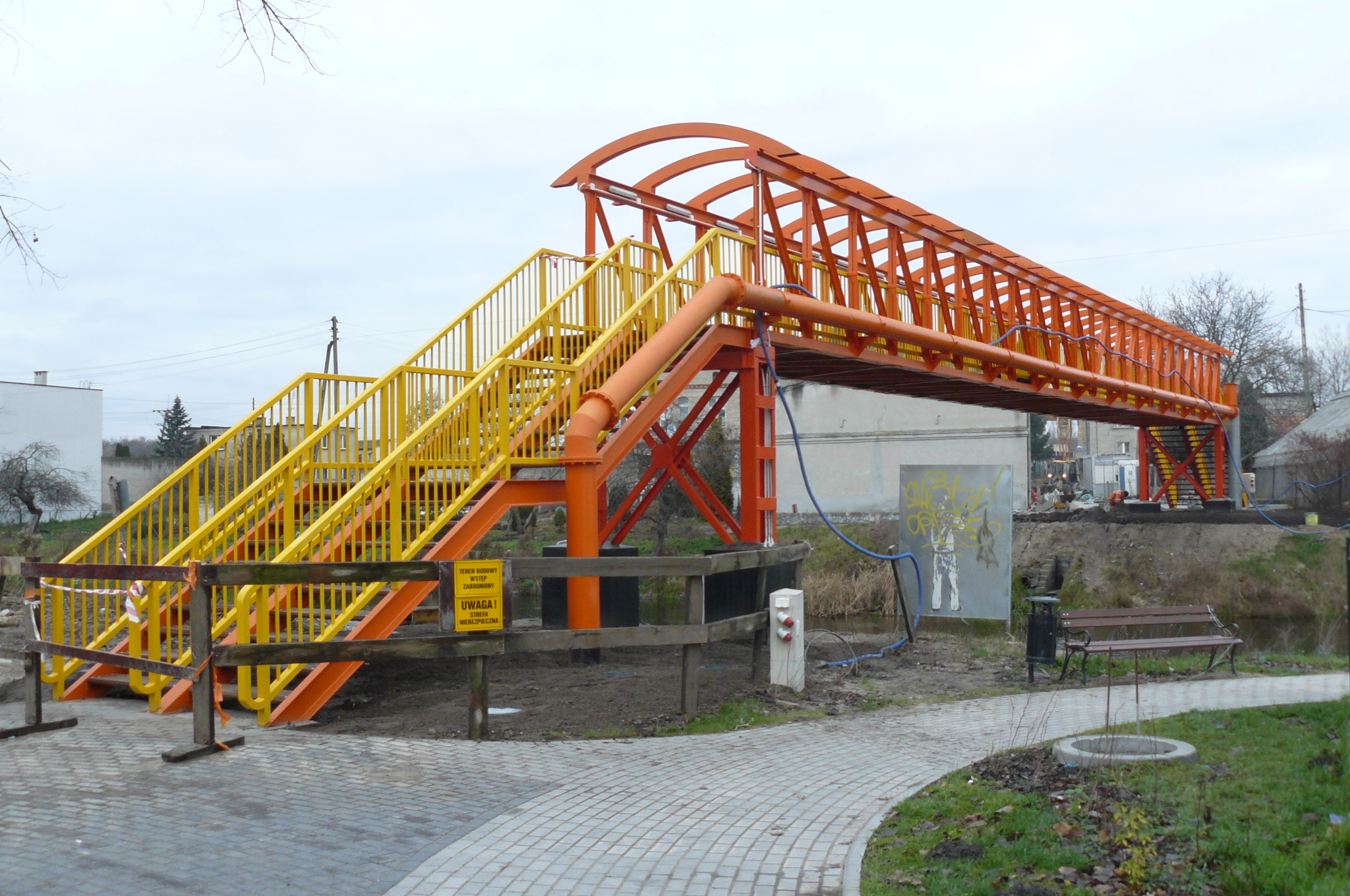
Oranžová lávka
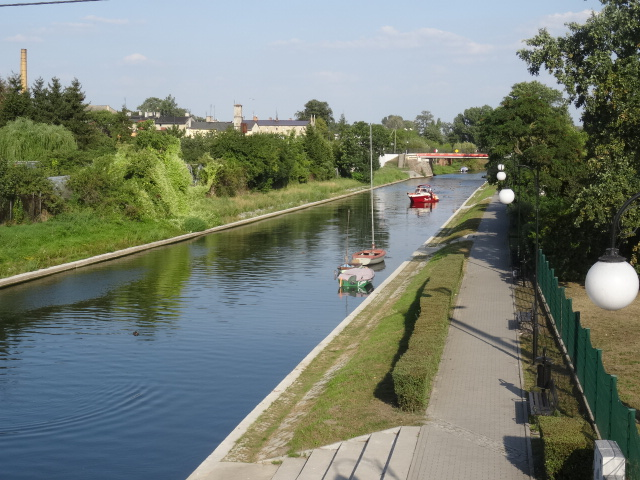
Vodní kanál - řeka Noteć
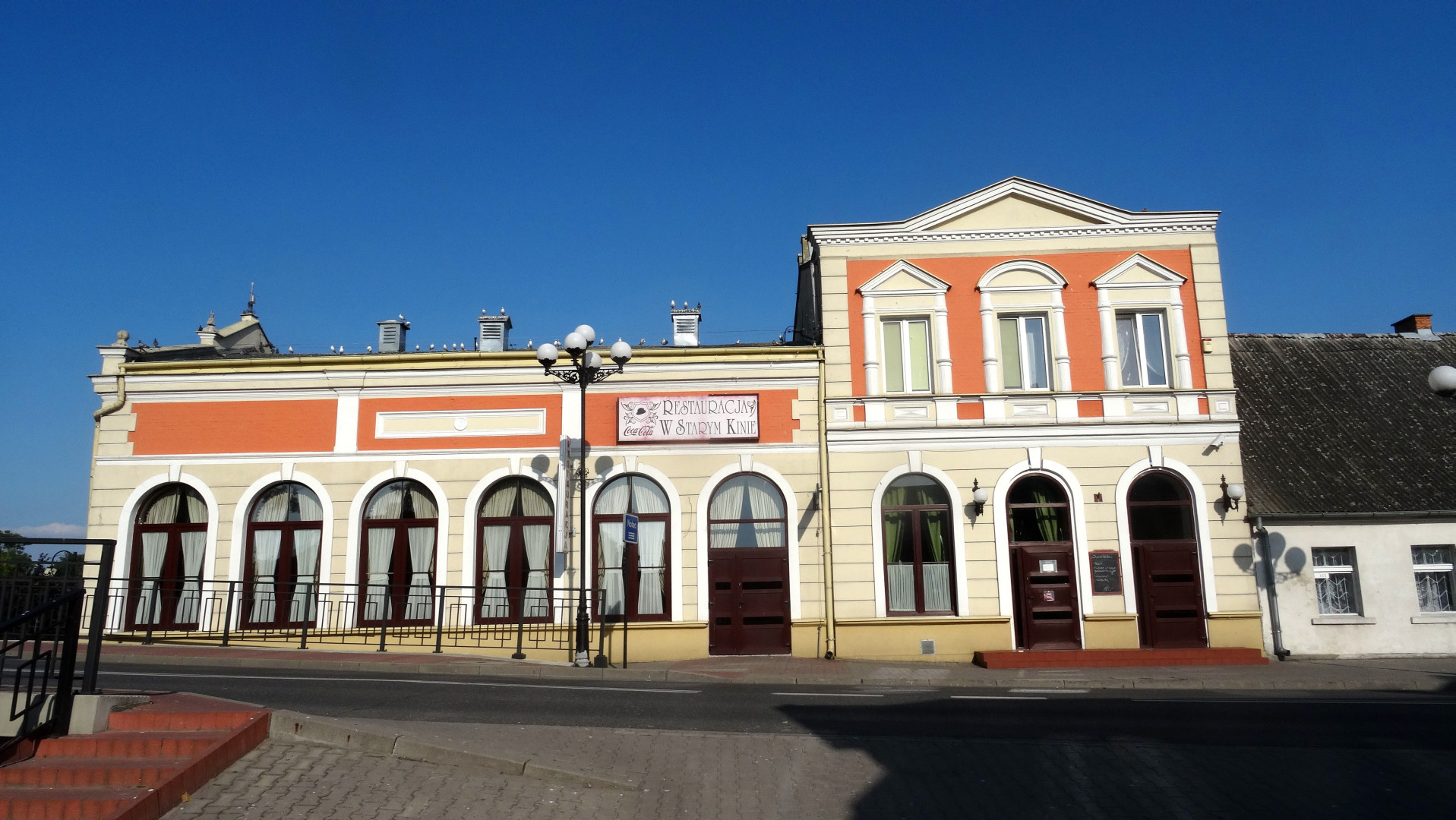
Staré kino
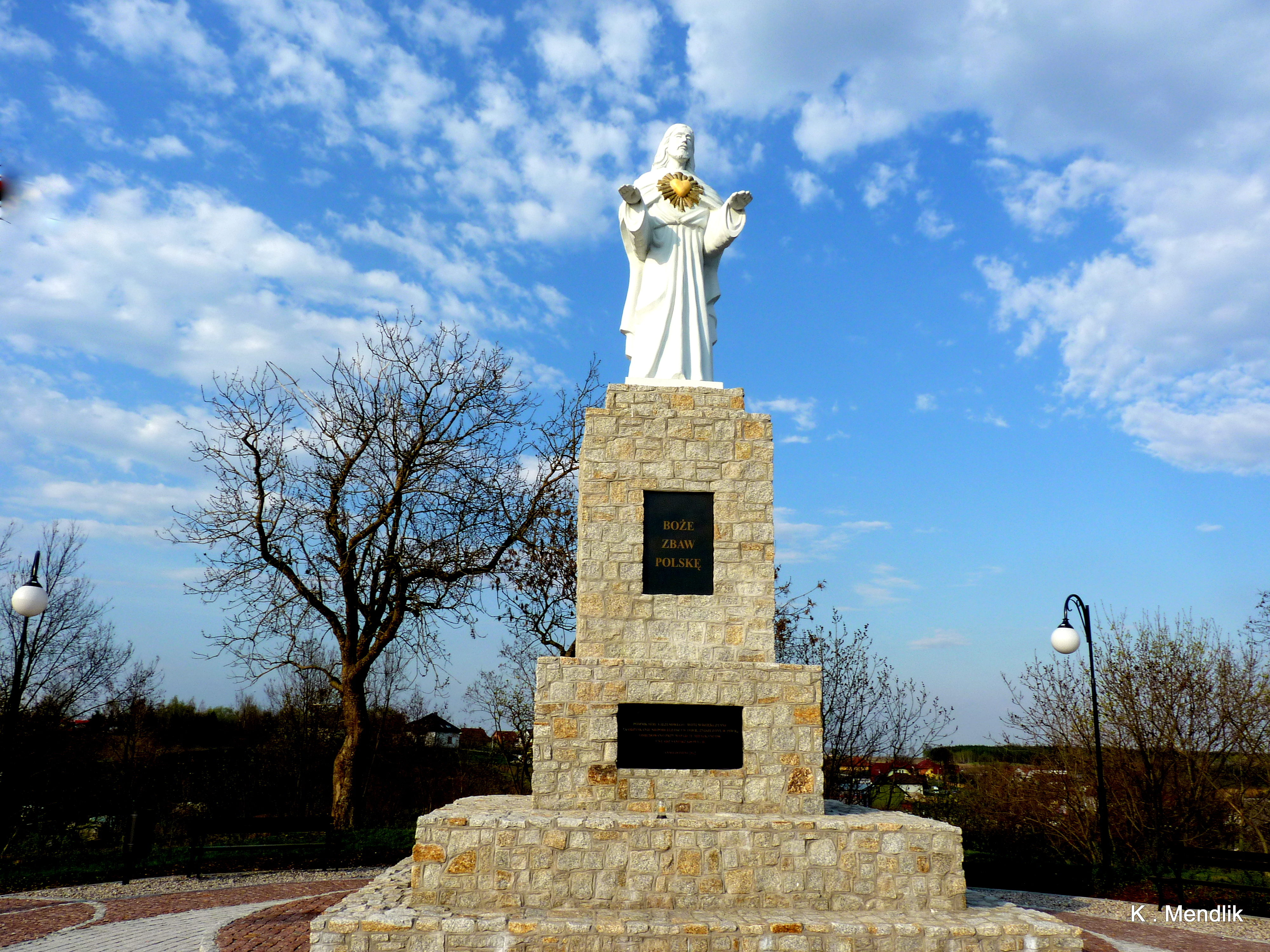
Vrch svatého Vojtěcha - socha
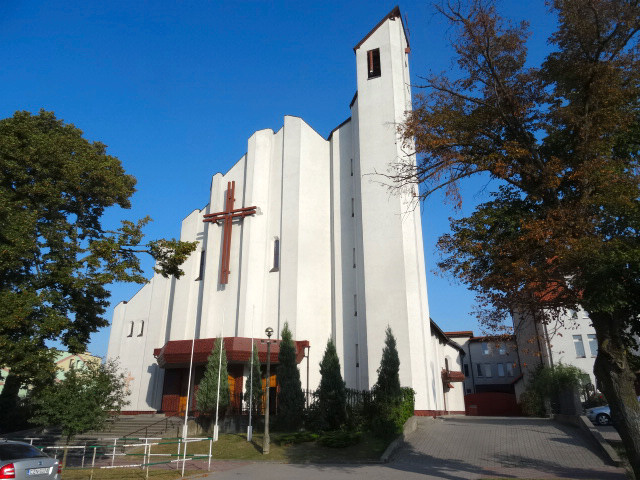
Kostel sv. Maxmiliána
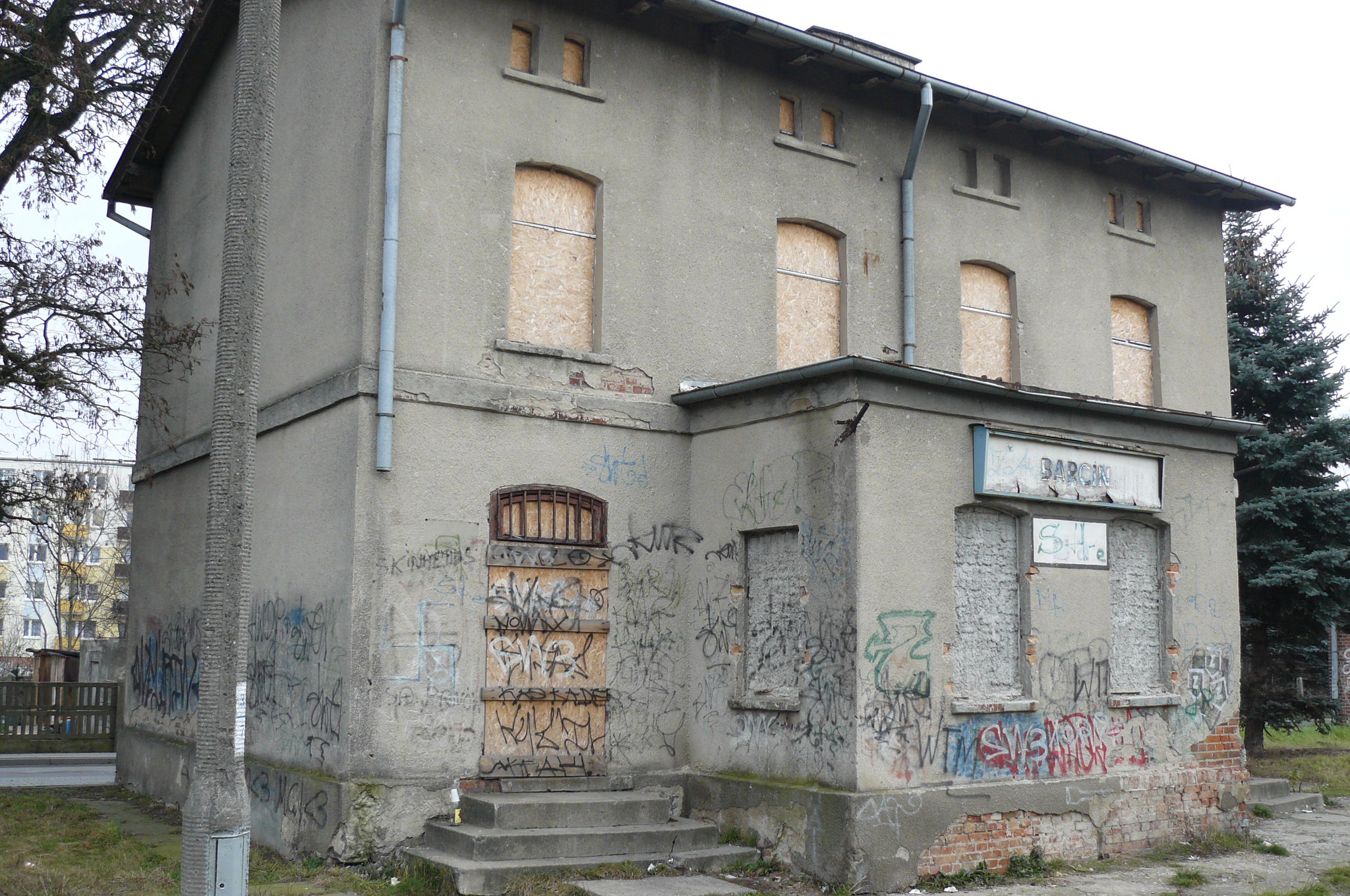
Nádraží
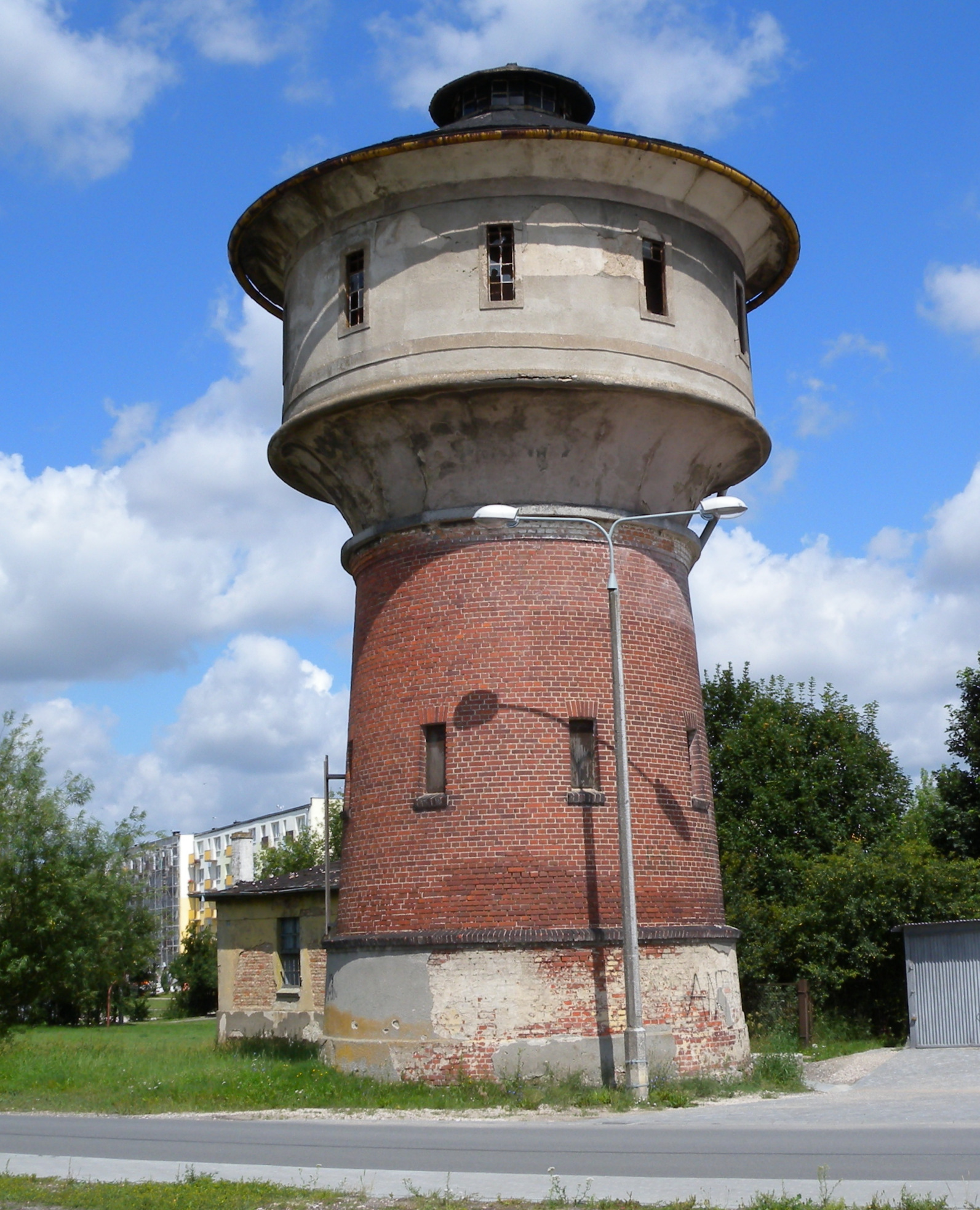
Vodárenská věž